# 2003年科技

## 大事记
- 科学家们获得了宇宙“婴儿期”的照片，即目前最清晰的宇宙微波背景图。
- 美国哈佛大学科学家对太阳系诞生初期铪同位素衰变成钨同位素的过程进行的最新分析，推算原始地球在太阳系形成后1000万年内诞生。
- 美、日、俄3个国际科学家小组相继发现了一种新的5夸克粒子。
- 俄罗斯科学家成功合成了第115号和113号元素，并再次证实了原子核物理中的“稳定岛”假说。
- 由中国、美国、加拿大、日本、新加坡和欧洲等9个国家十几所实验室的研究人员共同进行着数十项研究，合力攻克SARS。
- 日本物质材料研究机构和罗姆公司联合发明了一种边长只有2厘米，用于化验肝功能的方形芯片。
- 日本电气公司等用氧化铝制成了五百分之一毫米大小的量子计算机基本电路。
- 以色列科学家利用少量DNA片断和酶类制造出了一台自我驱动的分子计算机。
- 中国联想集团制造的“深腾6800”目前以每秒4．183万亿次的运算速度位居全球第十四位；印度推出第一台每秒运算1万亿次的超级计算机，成为世界第五个拥有每秒运算1万亿次的超级计算机的国家。
- 纳米材料：法国利用粉末冶金制成具有完美弹塑性的纯纳米晶体铜；中国用微波等离子体辅助化学沉积法在铁针尖端合成一种新纳米结构——管状石墨锥；日本用单层碳纳米管与有机熔盐制成高度导电的聚合物纳米管复合材料。
- 美国微生物学家首次发现一种靠吞食有毒废弃物氯乙烯为生的地下微生物BAVI。

- 2月1日，美国哥伦比亚号航天飞机在返回地面途中解体。
- 4月15日，中、美、英、日、法、德6国政府首脑联合宣布，由多国科学家组成的国际人类基因组测序协作组已经绘制完成了人类基因组的序列。
- 6月2日，欧洲空间局成功发射火星快车探测器。
- 8月25日，肯尼迪航天中心成功地将价值7亿美元的红外太空望远镜送入太空。
- 10月16日，神舟五号飞船载人飞行圆满成功。

## 科学奖

### 诺贝尔奖
- 物理：
  - 阿列克谢·阿布里科索夫（Alexei Alexeevich Abrikosov）美国与俄罗斯双重国籍
  - 维塔利·金兹堡（Vitaly Lazarevich Ginzburg）俄罗斯
  - 安东尼·莱格特（Anthony James Leggett）美国与英国双重国籍
  - “表彰三人在超导体和超流体领域中做出的开创性贡献。”
- 化学：
  - 彼得·阿格雷（Peter Agre）美国
  - 罗德里克·麦金农（Roderick MacKinnon）美国
  - “他们阐述了盐（离子）和水如何输入和输出人体细胞。”
- 医学：
  - 保罗·劳特布尔（Paul Lauterbur）美国
  - 彼得·曼斯菲尔德（Peter Mansfield）爵士 英国
  - “表彰他们在核磁共振领域作出的贡献。”